# Artyleria dywizyjna
Artyleria dywizyjna (AD) – oddziały bądź pododdziały artylerii wchodzące organicznie w skład dywizji piechoty (zmechanizowanej lub pancernej) i podlegające dowódcy artylerii dywizyjnej.
Artyleria dywizyjna służy głównie do wzmocnienia poszczególnych pułków wykonujących główne zadanie, a także do organizacji dywizyjnych elementów ugrupowania bojowego dywizji tj. dywizyjnej grupy artylerii i odwodu przeciwpancernego. W skład artylerii dywizyjnej wchodzą zasadniczo armaty kalibru do 100 mm, haubice do 122 mm i moździerze do 120 mm, a czasem i pewna część sprzętu ciężkiego.